# 洪斯吕克山区屈尔茨
洪斯吕克山区屈尔茨是德国莱茵兰-普法尔茨州的一个市镇。总面积6.92平方公里，总人口479人，其中男性228人，女性251人（2011年12月31日），人口密度69人/平方公里。